# Floresta hercínia

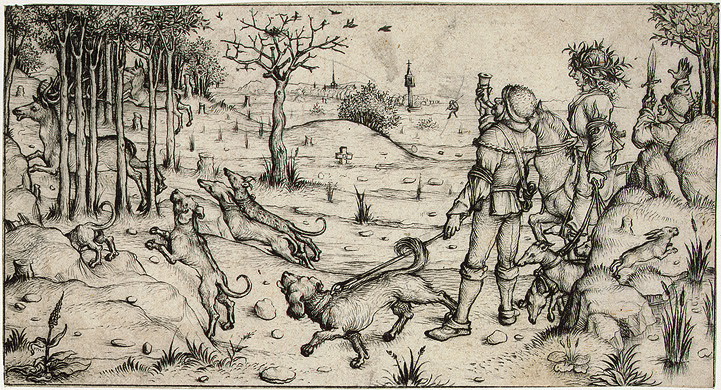
No final do século XV, a floresta diminuiu acentuadamente, exceto localmente por alguns florestas reais, relativamente poupadas para as necessidades de caça da nobreza (Meister de Hausbuches, Hochwildjagd, por volta de 1485-1490; Gabinete real de imagens, Rijksmuseum, Amsterdam).

A Floresta hercínia ou Floresta de Orcínia (Hercynia, Orcynia, Orcunion...) era, na Antiguidade, uma vasta floresta primária que foi localizada na Europa Ocidental antes da era cristã.
Ele é citado por Júlio César em seus Comentários sobre a Guerra das Gálias, bem como por Tácito, Tito Lívio e outros autores antigos ou mais recentes.

## Posição Geográfica
Tem sido muito debatida pelos historiadores e cronistas antigos:
- Júlio César situa claramente esta floresta na Europa continental, ao nordeste da floresta das Ardenas (que se estendia muito mais a leste que hoje).
- Para outros autores antigos, a Orcínia se estendia sobre os territórios dos povos chamados germanos.
- para Lucius de Tongres, ela cobria as Ardenas e pelo menos uma parte do Hainaut e se estendia até o Jura; Em um capítulo intitulado

Da Floresta Hercínia e do caráter dos Gauleses
.
Jacques de Guyse reconcilia a hipótese de Lucius de Tongres e a de César, comentando como segue a localização feita por Júlio César:
Aqui pode se perguntar se a floresta Hercinia está abaixo do Reno, como diz claramente Lucius, ou além deste rio, como Julius Celsus nos parece à primeira vista acreditar. A esta pergunta, eu respondo, exceto melhor julgamento, que esta floresta, como mostra claramente Lucius, que escreveu sua história na cidade de Tongeren, está localizada no baixo Reno, e começa na vila de Herchies, perto de Chièvres em Hainaut, se estende pelas Ardenas até o Reno e aos Alpes do Jura, que são hoje chamados de Monte São Gotardo. E então eu me oponho à autoridade de Julius Celsus nesta circunstância de que era romano, e que ele compôs suas histórias em Roma; acrescento que, em seu tempo, era impossível atravessar certas partes da floresta de Hercinia, o que era impraticável, e que alguém era obrigado a atravessar o Reno para chegar a Roma. É por isso que Júlio, ao especificar a situação desta floresta, afirmou com razão que ela se situava além do Reno: na verdade, o que era para ele, que morava em Roma, além desse rio, estava abaixo, para Lucius, que morava em Tongeren.
.

## Etimologia
A etimologia do nome da floresta hercínia não é clara.
Ele poderia ter uma relação com o povo de Hercuniates ou, mais provavelmente Hercinianos, belga pessoas mencionadas pelo cronista e historiador medieval, Jacques de Guyse, que evoca um rei saxão, Ansanorix. J. de Guyse disse Ansanorix que, depois de ter subjugado o reino dos Belgas, e antes de retornar a seu país, esse rei saxão emitiu um decreto geral:
| “ | par lequel il était interdit à tout autre peuple qu'aux Saxons et aux ôtages qu'il emmenait avec lui de franchir le fleuve (Le Rhin probablement). Alors une multitude innombrable qui le suivait s'arrêta sur le rivage, sans savoir ce qu'elle ferait ni en quel lieu elle irait. À la fin, on convint de nommer un chef pris dans son sein et auquel tout le monde obéirait comme à un roi. Le choix tomba sur un Albanien nommé Héricinus, qui envahit en véritable tiran les terres, les cités et les bourgs que le roi des Saxons avait laissés à moitié détruits (...) Il se retira, et se porta contre la ville de Chièvres. Mais, concevant des craintes du côté des habitans de Tournai et de Mercure,[4] qu'il n'avait pu réduire, il résolut d'élever en face de Chièvres, au milieu des bois et des marais, et sur le chemin du temple de Pan, un château fort, qui porterait son nom, et qui s’appelle encore aujourd'hui Herchies (entre Mons et Chièvre). (...) Enfin, les Ruthènes, les Belges, les Nerviens, les Réhtiens et toustes les autres nations voisines, ne pouvant supporter davantage les insultes et la tirannie d'Héricinus, se rassemblèrent en une seule armée, et forcèrent se troupes à s'enfuir du Hainaut pour se retirer dans les bois et les lieus déserts. Ces fugitifs remplirent toutes les forêts, depuis Herchies jusqu'au Rhin, et, s'étant construit des forts sur plusieurs montagnes, devinrent par la suite une grande nation. Héricinus, leur chef, qui donna son nom aux Herciniens, ayant rassemblé tous les Albaniens qu'il trouva dans la Rhétie (le Brabant) et ailleurs, peupla une contrée fort étendue, qui prit le nom d'Albanie et qui porte maintenant celui de Hasbain. Un grand nombre d'autres se fixa dans le Liégeois, l'Anhalf et la Bathuanie, et, adoptant les lois et les usages des Belges, ils commencèrent à connaïtre et à respecter la justice mieux qu'ils ne fesaient auparavant. | ” |.
Outra hipótese aproxima a palavra hercínio de uma palavra celta * Ercunia vinda de uma raiz indo-europeia * perku- significando "carvalho", que é encontrado também no latim quercus e o lituano perkūnas. Encontra-se no gótico a forma fairguni que significa "montanha" e uma forma latinizada Fergunna vinda do germânico e designando as Montanhas metalíferas na Idade Média.
Os enciclopedistas do século XVIII tinham feito uma outra hipótese: hercínio pode ser derivado da palavra alemã Harz. Se lê por exemplo na Enciclopédia metódica de geografia sistemática moderna de 1782:
Estas hipóteses do século XVIII são todas de natureza especulativa, sem fundamento linguístico sólido, e a serem tomadas com reservas.
O topônimo Ardenas está ligado a uma série conhecida também na França. Predefinição:Ex Ardenne (Calvados), Ardenais (Caro), Ardes (Pas-de-Calais) compostos com elemento de celta ard, "alto" (Cf. irlandês antigo e artuas em uma inscrição gaulesa, assim como Arduenna, nome da deusa celta). O termo alemão Harz de um primitivo * hart não tem etimologia conhecida. O Hartz ou o Harz da Alemanha, deriva do nome de uma tribo germânica que povoou a região, os Harudes. No entanto, é possível que o Harz derive do nome de Hercinia e não o inverso.
Pode-se notar, no entanto, que a geologia faz referência depois de vários séculos para um grupo de montanhas chamado de "Dobra Hercínia". Este termo refere-se aproximadamente à borda europeia formada ao norte pelas montanhas de Hartz, a leste pelos Alpes, incluindo os Alpes austro-italianos, ao sul pelo maciço corso, e a oeste pelo Maciço Central, certamente os Pirenéus. Ele também inclui o Vosges e Ardenas. O termo "dobra hercínia" parece ter surgido na metade do século XIX, com base na palavra francesa "hercynien", atestado pelo dicionário etimológico de 1721. A sua definição e os pressupostos para sua formação, no entanto, evoluíram muito nas últimas décadas.

### A vida selvagem da Floresta Hercínia, de acordo com César

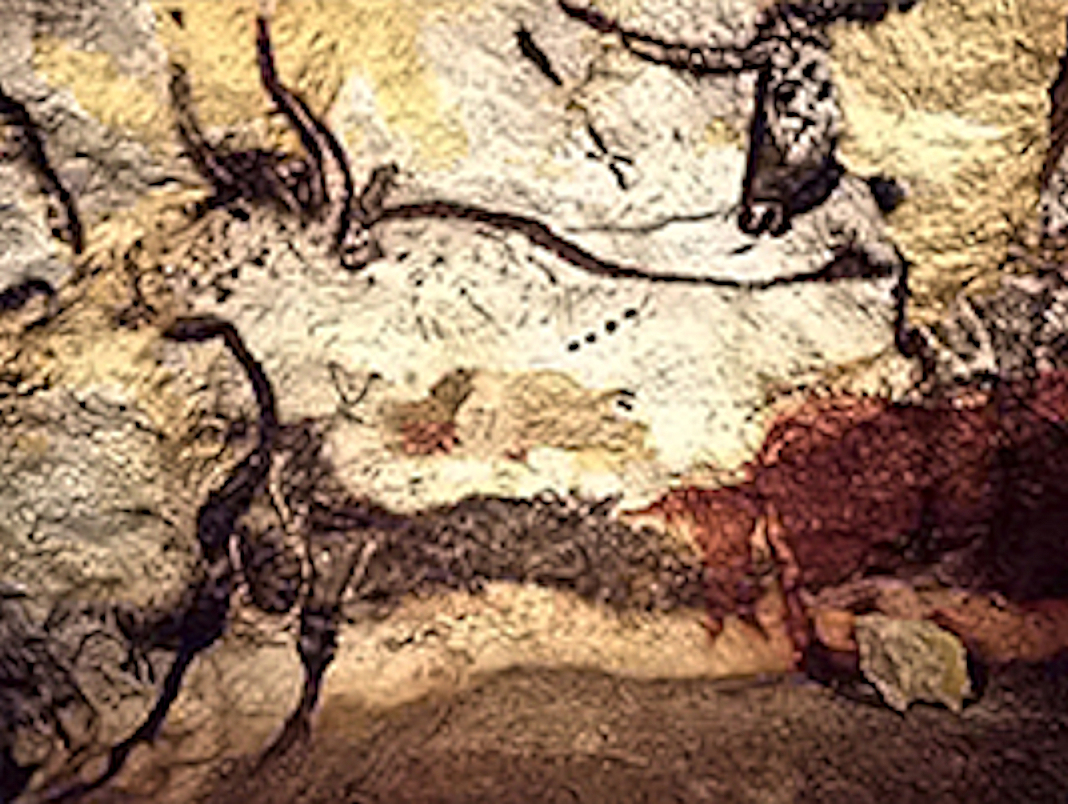
O auroque e os bisões tinham sobrevivido na floresta hercínia. O Urus é de acordo com César uma caça reputada.